# John Marvin
John Marvin (17 de outubro de 1927 — 22 de junho de 1980) foi um velejador estadunidense, medalhista olímpico. Ele competiu nos Jogos Olímpicos de Verão de 1956 na classe Finn e conquistou a medalha de bronze. Em 1949, graduou-se pelo Instituto de Tecnologia de Massachusetts (MIT).